# Cissus trifoliata
Cissus trifoliata är en vinväxtart som först beskrevs av Carl von Linné, och fick sitt nu gällande namn av Carl von Linné. Cissus trifoliata ingår i släktet Cissus och familjen vinväxter. Inga underarter finns listade i Catalogue of Life.